# Rosa Ribas
Rosa Ribas Moliné (El Prat de Llobregat, Barcelona, 1963) es una escritora española, que cultiva principalmente la novela negra.

## Biografía
Estudió Filología Hispánica en la Universidad de Barcelona, donde posteriormente se doctoró con una tesis sobre la conciencia lingüística en los viajeros alemanes a América en los siglo XVI y XVII.
Reside desde 1991 en Alemania, donde ha desarrollado una intensa labor en el campo de la didáctica de las lenguas, como docente y como autora. Ha sido lectora de español en la Universidad Johann Wolfgang Goethe de Fráncfort del Meno y profesora de Estudios Hispánicos Aplicados en la de Heilbronn.
Su primera novela, El pintor de Flandes, apareció en 2006 en la editorial Roca. Ribas ha profundizado en el género negro: creó a la comisaria Cornelia Weber-Tejedor, de padre alemán y madre gallega, que ha protagonizado cuatro libros, la cual ha tenido un gran éxito en Alemania; en sus siguientes novelas —escritas conjuntamente con Sabine Hofmann (Bochum, 1964)— introduce como protagonista a la reportera Ana Martí; la primera de esta nueva serie, Don de lenguas, mereció una mención honrosa del Premio Hammett 2014 en la Semana Negra de Gijón.
En 2019, pasó a Tusquets, donde se estrenó con la saga detectivesca de la familia Hernández, que ha terminado convirtiéndose en una la tetralogía y en 2024 publicó Peces abisales, un libro de recuerdos y vivencias personales.
Su obra ha sido fundamentalmente traducida al alemán y algunos de sus libros ha sido traducidos también a otros idiomas, entre ellos, al catalán, inglés, francés, italiano y polaco.

## Novelas

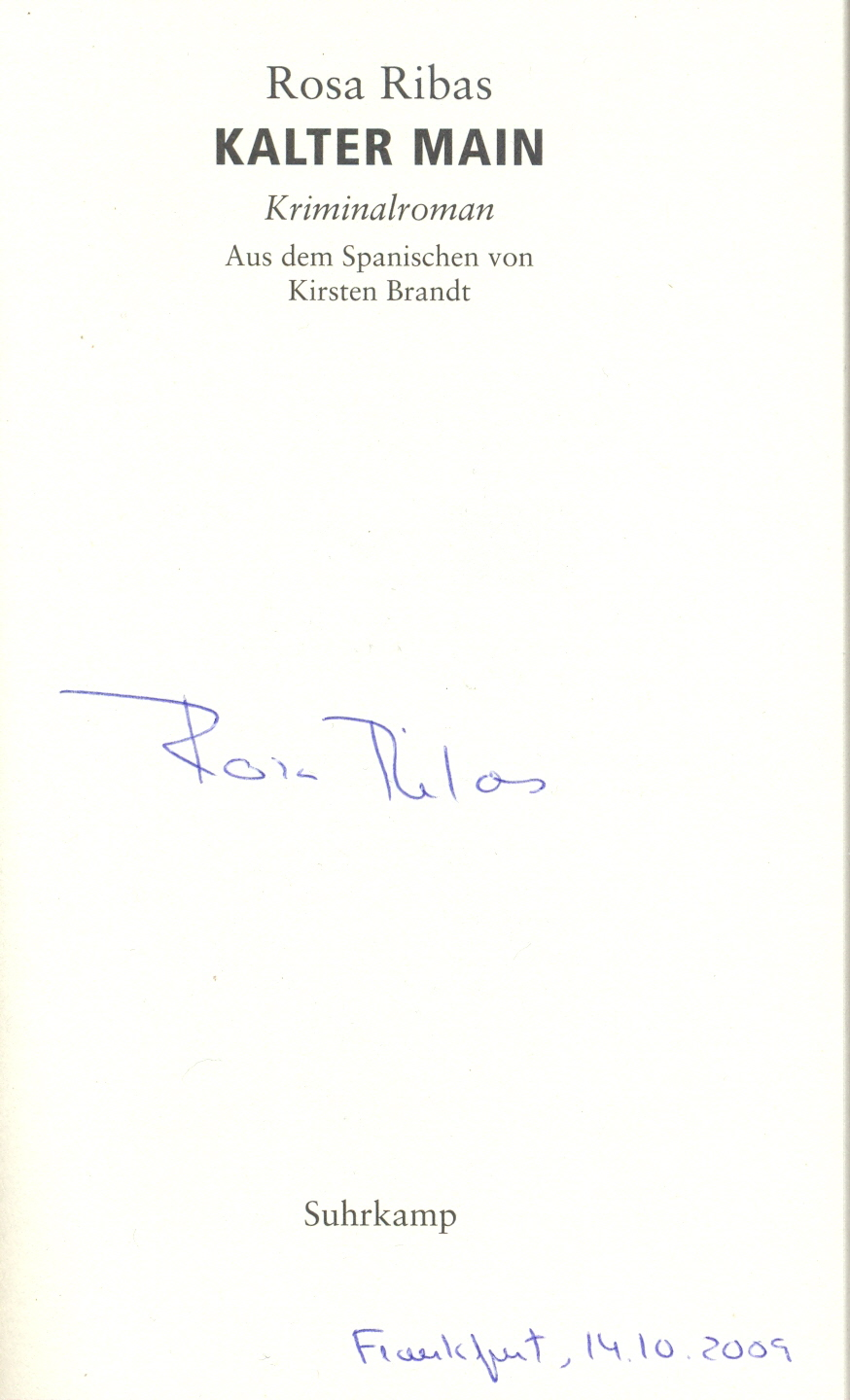
Autógrafo.

- El pintor de Flandes, novela histórica; Roca, Barcelona, 2006 (DeBolsillo 2014)
- La detective miope, policiaca protagonizada por la detective privada Irene Ricart; Viceversa, Barcelona, 2010 (DeBolsillo 2014)
- Las tres muertes del duque de la Ribera, novela histórica para alumnos de ELE, Difusión, 2011
- Miss Fifty, con ilustraciones de María Espejo, Reino de Cordelia, 2015 (Esta novela fue publicada originalmente en 2012 por entregas semanales, con ilustraciones de Clàudia de Puig, en portal digital Sigueleyendo)
- Pensión Leonardo, Siruela, Madrid, 2015
- La luna en las minas, Siruela, Madrid, 2017
- Un asunto demasiado familiar, Tusquets, Barcelona, 2019
- Los buenos hijos,  Tusquets, Barcelona, 2021
- Lejos,  Tusquets, Barcelona, 2022.

Serie de la comisaria Cornelia Weber-Tejedor
- Entre dos aguas, Umbriel, Barcelona, 2007
- Con anuncio, Viceversa, Barcelona, 2009
- En caída libre, Viceversa, Barcelona, 2011
- Tres casos de la comisaria Cornelia-Weber-Tejedor (edición ómnibus de los tres primeros libros), Barcelona, DeBolsillo, 2016
- Si no, lo matamos, Grijalbo, Barcelona, 2016

Serie de la reportera Ana Martí, escrita con Sabine Hofmann
- Don de lenguas, Siruela, Madrid, 2013. Obtuvo mención de honor en el Premio Hammett 2014[3]
- El gran frío, Siruela, Madrid, 2014
- Azul marino, Siruela, Madrid, 2016

Saga de la familia Hernández
- Un asunto demasiado familiar  Tusquets, Barcelona, 2019 [4]
- Los buenos hijos Tusquets, Barcelona, 2021
- Nuestros muertos  Tusquets, Barcelona, 2023
- Los viejos amores  Tusquets, Barcelona, 2025[6]

## Relatos (selección)
- "L'home llop del Poble Sec" (catalán), en L'home llop del Poble Sec i altres narracions; Publicacions de l'abadia de Montserrat, Barcelona, 2008
- "La mirilla", en Ellas también cuentan; Torremozas, Madrid, 2008
- "Lost in Space" (catalán), en Salou. 6 Pretextos; Ajuntament de Salou, 2010
- "Cinco lobitos", en España negra; Rey Lear, Madrid, 2013
- "Angelitos negros", en Fundido en negro. Antología de relatos del mejor calibre criminal femenino; Alrevés, Barcelona, 2014
- "Almendras garrapiñadas", en Antología de relatos Fiat Lux; Alrevés, Barcelona, 2015
- "Hansi Weismuller", en Harper's Bazaar, n°59, julio de 2015

## Traducciones
- Perdut de Hans Ulrich Treichel, traducción del alemán al catalán con Iolanda Plans; Proa, Barcelona, 2001
- El clima desde hace quince años de Wolf Haas, traducción del alemán al español; Roca, Barcelona, 2008

## Ensayos y estudios
- Testimonios de la conciencia lingüística en relatos de viajeros alemanes a América en el siglo XVI. (Kassel, Edition Reichenberger 2005).
- ¿Cómo corregir errores y no equivocarse en el intento?, con Alessandra d’Aquino Hilt. (Madrid, Edelsa 2004).
- Ein kryptischer Cervantes. Die geheimen Botschaften im „Don Quixote“, con Kurt Reichenberger. (Kassel Reichenberger 2002).
- Corpus de testimonios de convivencia de lenguas (siglos XIII-XVIII), con Emma Martinell y Mar Cruz (Kassel, Reichenberger 2000).